# Handleys Schlankbeutelratte
Handleys Schlankbeutelratte (Marmosops handleyi) ist eine Beuteltierart, die endemisch in einem sehr kleinen Gebiet unmittelbar südlich der Stadt Valdivia im kolumbianischen Departamento de Antioquia vorkommt. Außer dem Holotyp, der 1950 von Philip Hershkovitz gefunden wurde, ist die Art ist nur von acht weiteren Exemplaren bekannt.

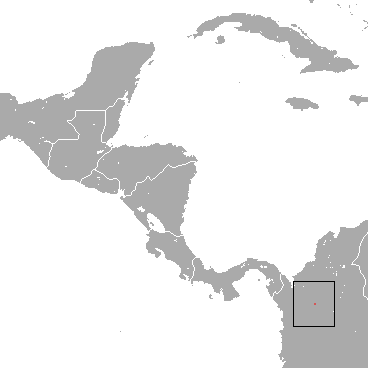
Lage des kleinen Verbreitungsgebietes in den kolumbianischen Anden

## Beschreibung
Die Tiere erreichen eine Kopfrumpflänge von etwa 10,4 bis 12,2 cm, haben einen 12,9 bis 14,9 cm langen Schwanz und erreichen ein Gewicht von 21 bis 29,5 g. Die Farbe des Rückenfells und des Kopfes ist dunkel- bis kastanienbraun, die Körperseiten und die Mitte des Rückens sind etwas heller. Die Rückenhaare sind etwas wollig und haben eine Länge von 9 bis 10 mm. Rund um die Augen befinden sich dunkle Augenringe, die nicht bis zu den Ohrbasen oder die Nase reichen. Die Wangen sind cremefarben. Die Ohren sind grau mit fast weißen Basen und dunkleren Spitzen. Der Schwanz, dessen Länge etwa 125 % der Kopfrumpflänge beträgt, ist auf der Oberseite dunkel und auf der Unterseite hell und hat manchmal auch eine helle Spitze. Die Bauchseite ist grauweiß. Pinheiros Schlankbeutelratte hat keinen Beutel. Die Anzahl der Zitzen liegt bei sieben, drei auf jeder Seite und eine mittige.

## Lebensraum und Lebensweise
Handleys Schlankbeutelratte ist wahrscheinlich mehr bodenbewohnend und kommt in submontanen Sekundärwaldfragmenten in Höhen von 400 bis 1950 Metern vor. Die Waldreste sind von Viehweiden und Ackerland umgeben. In ihrem Lebensraum wachsen Palmen, Aronstabgewächse, Pfeffergewächse und Epiphyten. Die Waldränder, Kahlschlagflächen und Gebiete mit Sukzessiosvegetation im Anfangsstadium werden von den Tieren gemieden. Neben Handleys Schlankbeutelratte kommen in ihrem Lebensraum weitere Kleinsäuger vor, zwei kleine Beutelrattenarten, Marmosops caucae und Marmosa regina, sowie Nager aus den Gruppen der Taschenmäuse (Heteromyidae) und der Sigmodontinae. Handleys Schlankbeutelratte vermehrt sich wahrscheinlich in der Regenzeit von September bis November und säugen und entwöhnen ihre Jungtiere in der Trockenzeit von Dezember bis Februar. Über ihre weitere Lebensweise, Ernährung und Fortpflanzung ist so gut wie nichts bekannt.

## Systematik
Handleys Schlankbeutelratte wird als eigenständige Art innerhalb der Gattung der Schlankbeutelratten (Marmosops) eingeordnet, die aus etwa 20 Arten besteht. Die wissenschaftliche Erstbeschreibung der Art stammt von Ronald H. Pine aus dem Jahr 1981, der sie anhand eines ausgewachsenen Weibchens aus einer Region südlich der Stadt Valdivia im kolumbianischen Departamento de Antioquia, das dort am 16. Juni 1950 von Philip Hershkovitz gesammelt wurde. Er benannte die Art nach dem amerikanischen Zoologen Charles O. Handley.
Innerhalb der Art werden neben der Nominatform keine weiteren Unterarten unterschieden.

## Status
Da Handleys Schlankbeutelratte nur ein sehr kleines Verbreitungsgebiet von weniger als 70 km² hat und es dort keine Schutzgebiete gibt, gilt sie als vom Aussterben bedroht (Critically Endangered).

## Belege
1. 1 2  Juan F. Díaz-Nieto, Robert S. Voss: A Revision of the Didelphid Marsupial Genus Marmosops, Part 1. Species of the Subgenus Sciophanes. Bulletin of the American Museum of Natural History Number 402 :1-70. 2016, doi: 10.1206/0003-0090-402.1.1. Seite 37–27.
2. 1 2 3  Juan F. Díaz-Nieto, Marcela Gómez-Laverde & Camilo Sánchez-Giraldo: Rediscovery and redescription of „Marmosops handleyi“ (Pine, 1981) (Didelphimorphia: Didelphidae), the least known andean slender mouse opossum. Mastozoologia Neotropical 18(1):45-61 · Juni 2011
3. 1 2 3 4 5 6  Diego Astúa: Family Didelphidae (Opossums). in Don E. Wilson, Russell A. Mittermeier: Handbook of the Mammals of the World – Volume 5. Monotremes and Marsupials. Lynx Editions, 2015, ISBN 978-84-96553-99-6. Seite 182.
4. 1 2  Ronald H. Pine: Reviews of the mouse opossums Marmosa parvidens Tate and Marmosa invicta Goldman (Mammalia: Marsupialia: Didelphidae) with description of a new especies. Mammalia 45, 1981; S. 55–70.
5. ↑  Marmosops handleyi in der Roten Liste gefährdeter Arten der IUCN 2016. Eingestellt von: Pérez-Hernandez, R. & Cáceres, N., 2015. Abgerufen am 22. Januar 2019.